# Akiko Wakabayashi
Akiko Wakabayashi, in Lingua giapponese 若林 映子, Wakabayashi Akiko (Tokyo, 13 dicembre 1939), è un'attrice giapponese.
La sua interpretazione più famosa è quella di Aki, una delle Bond girl di Sean Connery nel film Agente 007 - Si vive solo due volte (1967).

## Biografia

### Inizi
Debuttò nel cinema appena diciassettenne nel film Hanayome sanjuso del 1958. Quello stesso anno prese parte ad alcune altre pellicole giapponesi e nel 1959 fece la sua prima apparizione nel cinema italiano, con un ruolo da protagonista in uno dei sei episodi del film Le orientali di Romolo Marcellini. Tornò a lavorare in Italia due anni dopo, scritturata dai produttori italiani Luigi Filippo D'Amico e Lorenzo Pegoraro per il film Akiko di Luigi Filippo D'Amico. La pellicola era totalmente disegnata sulla sua figura e prese il titolo dal suo nome. La sua carriera ebbe una svolta quando iniziò a lavorare per la Toho, dopo che nel 1958 non aveva superato il provino per il ruolo della principessa Yuki nel film La fortezza nascosta di Akira Kurosawa.

### Il successo
Bellezza esotica dotata di fisico sexy ed attraente, seppur di talento artistico limitato, deve il successo alla Toho che la lanciò come protagonista nei film di fantascienza sui mostri, a quel tempo molto popolari sia in Giappone che all'estero. In quest'ambito si specializzò nei ruoli della donna del bandito, della femme fatale, e in quelli dell'amante in alcuni commoventi melodrammi a carattere romantico. In particolare, fu la donna sexy di un gangster nel film Dogora - Il mostro della grande palude del 1964 e la principessa stregata dagli alieni in Ghidorah! Il mostro a tre teste dello stesso anno, a fianco del kaijū Godzilla. In quegli anni l'attrice iniziò ad esibirsi sporadicamente anche in produzioni televisive.
Fu protagonista assieme a Kumi Mizuno e Mie Hama nel film del 1965 Kokusai himitsu keisatsu: Kagi no kagi, parodia giapponese dei film di James Bond. La sua fama internazionale ebbe nuovo slancio l'anno successivo quando tale pellicola fu utilizzata e rielaborata in chiave comica cambiandone i dialoghi nel film Che fai, rubi?, opera prima come regista di Woody Allen. Nel rifacimento, la Kobayashi e la Yama sono due sorelle con i buffi nomi Suki Yaki e Teri Yaki, spie che seducono l'agente segreto protagonista e lo aiutano a ritrovare la ricetta rubata della più buona insalata di uova al mondo.
Raggiunse il massimo della popolarità quando lei e Mie Hama furono scelte come Bond girl al fianco di Sean Connery in Agente 007 - Si vive solo due volte del 1967. Inizialmente alla Wakabayashi era stata assegnata la parte minore della pescatrice Kissy Suzuki mentre la Hama doveva essere la seducente spia Suki dei servizi segreti giapponesi. Le difficoltà della Hama con la lingua inglese spinsero la produzione a scambiare i ruoli delle due attrici e la Wakayabashi ottenne così quello più importante. Richiese ed ottenne di farsi chiamare Aki nel film, anziché Suki.

### Fine carriera
Tra la fine degli anni sessanta e l'inizio dei settanta, la fiorente industria cinematografica giapponese subì un improvviso collasso. Tra i motivi della crisi che determinò un massiccio calo degli spettatori, vi furono la concorrenza dei film stranieri e la crescente influenza delle televisioni nazionali. Alcune case cinematografiche dichiararono fallimento e le altre, tra cui la Toho, poterono continuare a lavorare con pesanti tagli sui budget dei film. Molti attori si ritirarono dalle scene o intrapresero la carriera televisiva. Fu in questo periodo che ebbe fine la carriera della Wakabayashi, il suo ultimo film fu Sekido o kakeru otoko, distribuito nei paesi anglosassoni con il titolo Diamonds of the Andes.
Partecipò quindi ad alcune produzioni televisive e la sua ultima apparizione fu nel 1972 in un episodio della serie televisiva britannica Il mondo di Shirley. È circolata la notizia che la Wakabayashi si sia ferita durante le riprese di Si vive solo due volte e sia stata costretta a ritirarsi poco dopo.

## Filmografia

### Cinema
- Hanayome sanjuso (1958)
- Le orientali (1959)
- Yajû shisubeshi (1959)
- Osorubeki hiasobi (1959)

Akiko Wakabayashi in una scena del film Akiko (1961)

- Onna ga kaidan wo agaru toki (1960)
- Shin santô jûyaku: Ataru mo hakke no maki (1960)
- Akiko, regia di Luigi Filippo D'Amico (1961)
- Bandits on the Wind (1961)
- Ganba (1961)
- Ai no uzu shio (1961)
- Il trionfo di King Kong (キングコング対ゴジラ, Kingu Kongu tai Gojira), regia di Ishirō Honda (1962)
- Gekkyû dorobo (1962)
- Il grande corsaro (1963)
- Good Morning, My Baby (1964)
- Dogora - Il mostro della grande palude (宇宙大怪獣ドゴラ, Uchū Daikaijū Dogora), regia di Ishirō Honda (1964)
- Ghidorah! Il mostro a tre teste (三大怪獣 地球最大の決戦, San daikaijū - Chikyū saidai no kessen), regia di Ishirō Honda (1964)
- Kokusai himitsu keisatsu: Kagi no kagi, regia di Senkichi Taniguchi (1965)
- Le avventure di Takla Makan (1966)
- Che fai, rubi? (What's Up, Tiger Lily?), regia di Woody Allen (1966)
- Arupusu no wakadaishô (1966)
- Lo straniero dentro una donna (Onna no naka ni iru tanin), regia di Mikio Naruse (1966)
- Si vive solo due volte (1967)
- Diamonds of the Andes (1968)

### Televisione
- Ultra Q - serie TV, 1 episodio (1966)
- Il mondo di Shirley (Shirley's World) - serie TV, 1 episodio (1972)